# Basilique San Lorenzo Maggiore
Pour les articles homonymes, voir Église San Lorenzo.
San Lorenzo Maggiore est une des basiliques les plus anciennes de Naples.
Elle est située sur l'ancien site de l'agora grecque et du forum romain ainsi que sur le tracé du decumanus maximus, aujourd'hui nommé via dei Tribunali, à la hauteur de la piazza san Gaetano, dans le centre historique de la cité et le quartier San Lorenzo.
Elle date du XIIIe siècle et conserve un intérieur gothique, dont le chœur est considéré comme un sommet du gothique français. Giovanni Boccaccio la définit « gracieux et beau temple » et on dit qu'il y rencontra Fiammetta en 1334, pendant que, en 1346, Francesco Petrarca demeura dans le couvent annexe.
Le nom San Lorenzo désigne aussi le monastère, le musée et le site archéologique découvert sous l'église.

## Histoire
En 1235, le pape  Grégoire IX ratifia l'érection d'une église dédiée à san Lorenzo. À l'époque, il est recensé pas moins de cinq autres églises dédiées au saint, et l'église dite du Foro (d'époque paléochrétienne) fut attribuée aux franciscains comme édifice sur lequel serait construit un nouveau temple. Charles Ier d’Anjou à partir de 1270, peu de temps après sa victoire sur Manfred à la bataille de Bénévent, commença de subventionner la reconstruction de la basilique et du couvent adjacent dans un mélange de style gothique français et franciscain. Aux architectes français on doit l'abside, reconnue unique dans son genre en Italie du Sud et exemple classique du gothique français du fait de la présence d'un déambulatoire à dix colonnes. Dans le passage de l'abside à la zone du transept et de la nef s'affirme au contraire un style majoritairement emprunté au gothique italien reconnaissable à l'arc majestueux qui sépare les deux espaces, signe de la mutation avec le temps des ingénieurs et des ouvriers. 
Aux siècles suivants, à la suite des tremblements de terre qui frappèrent la cité, la basilique subit de nombreux aménagements, et à partir du XVIe siècle, et surtout au  XVIIIe siècle, les architectes locaux ajoutèrent de pesantes décorations baroques. À partir de 1882, après plusieurs chantiers de restauration interrompus, jusqu'au dernier, terminé dans la seconde moitié du XXe siècle, où l'on enleva progressivement l'ornementation baroque à l'exception de la façade et de la contre-façade réalisées par Ferdinando Sanfelice ainsi que les deux chapelles intérieures exécutées par Cosimo Fanzago.

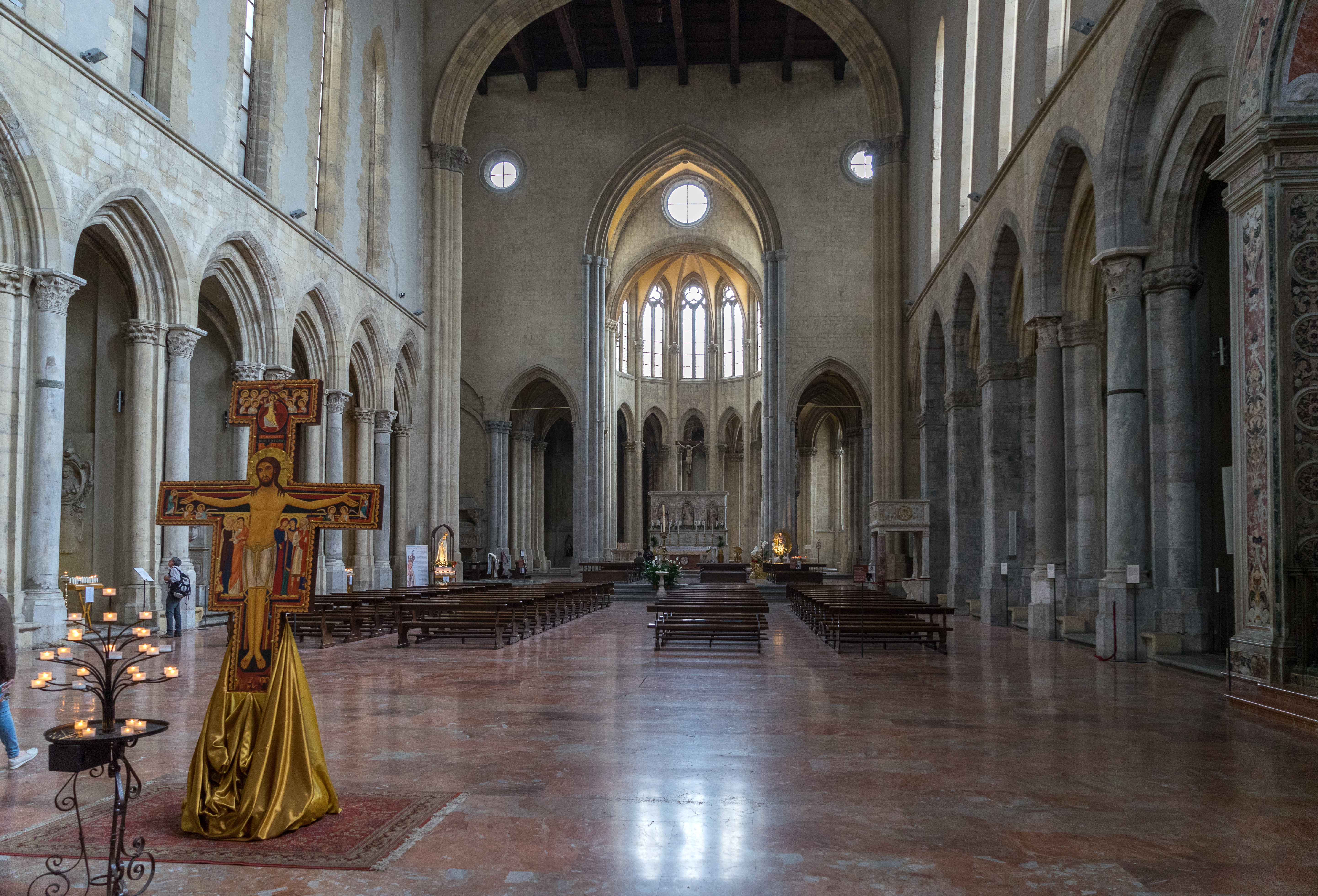
Intérieur de la basilique.
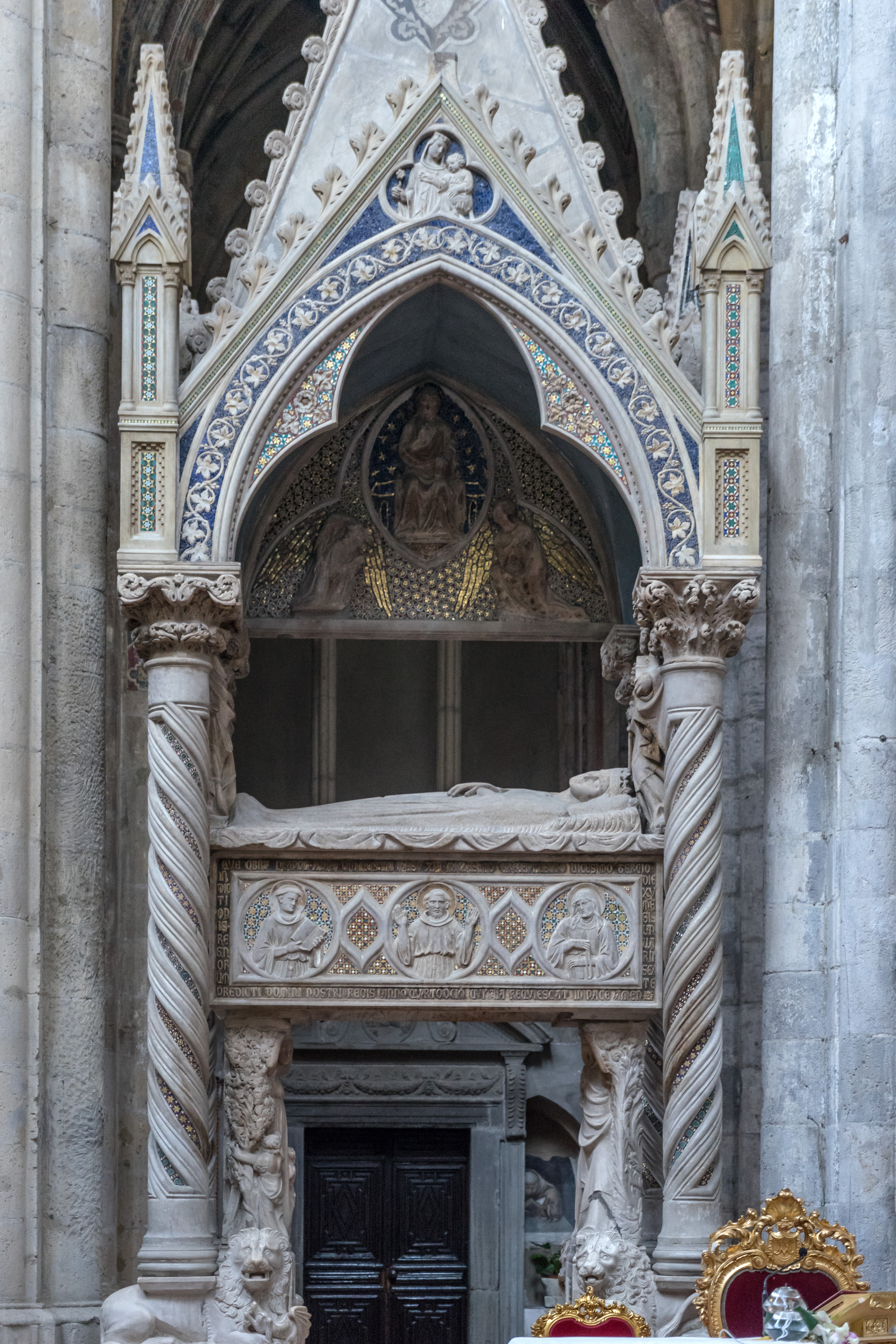
Tombeau de Catherine d'Autriche.
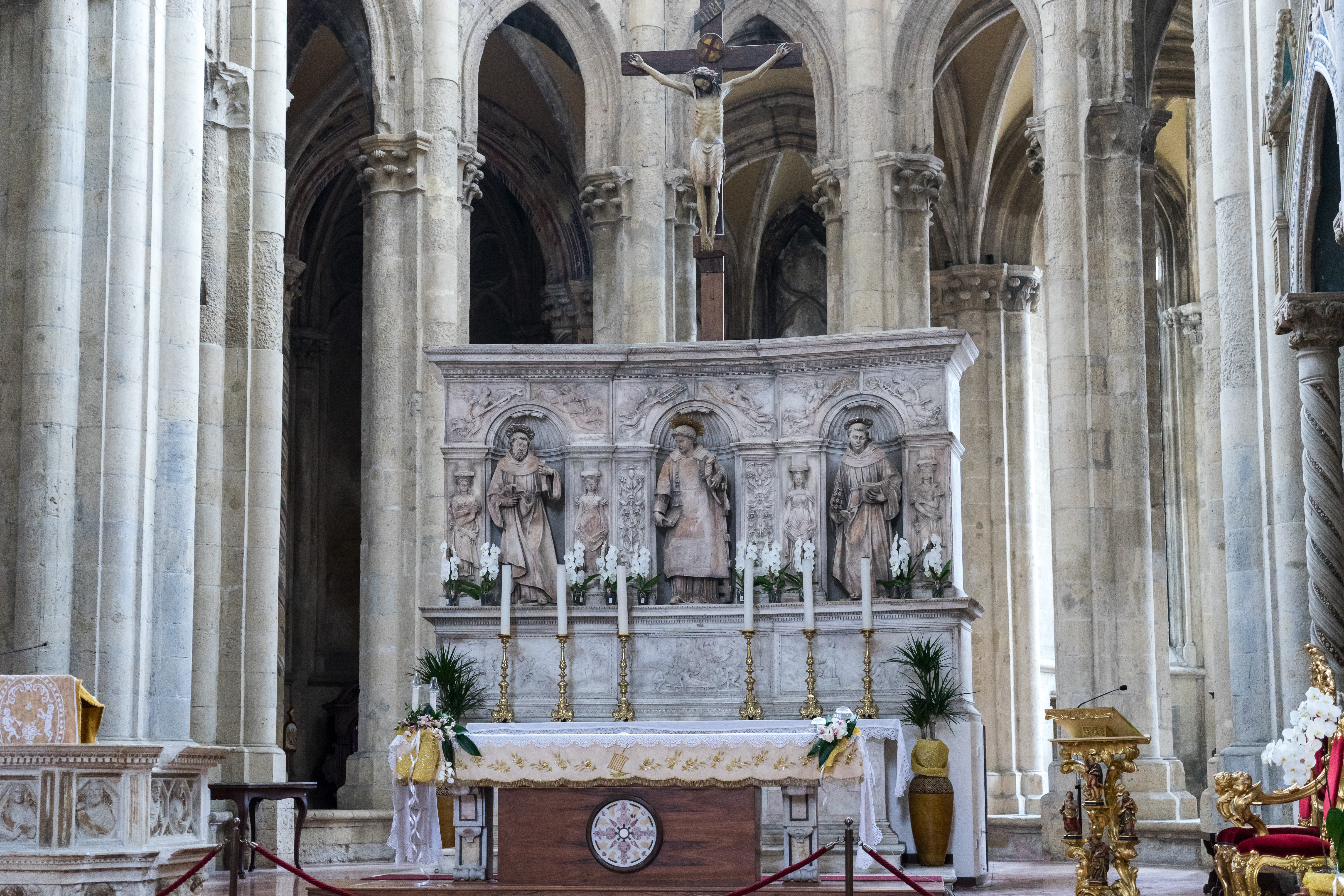
Autel.

## Décoration
Fresque de La Nativité, vers 1305-1310 de Montano d'Arezzo, peintre nommé par le roi Robert.

## Espace muséal

### Musée
San Lorenzo est toujours une église et un monastère. Le nouveau musée occupe les trois étages au-dessus de la cour ; il est consacré à l'histoire de la région centrée sur San Lorenzo, partant de l'archéologie classique pour arriver à une synthèse sous forme de tableau des voies de navigation historiques au départ de Naples, vers la Grande-Grèce et l'Empire romain. Le musée offre un aperçu détaillé des bâtiments de la cité qui ont été démolis pour permettre l'édification de l'église au XIIIe siècle et retrace l'histoire du site jusqu'à la dernière période angevine et son histoire récente.

### Site archéologique

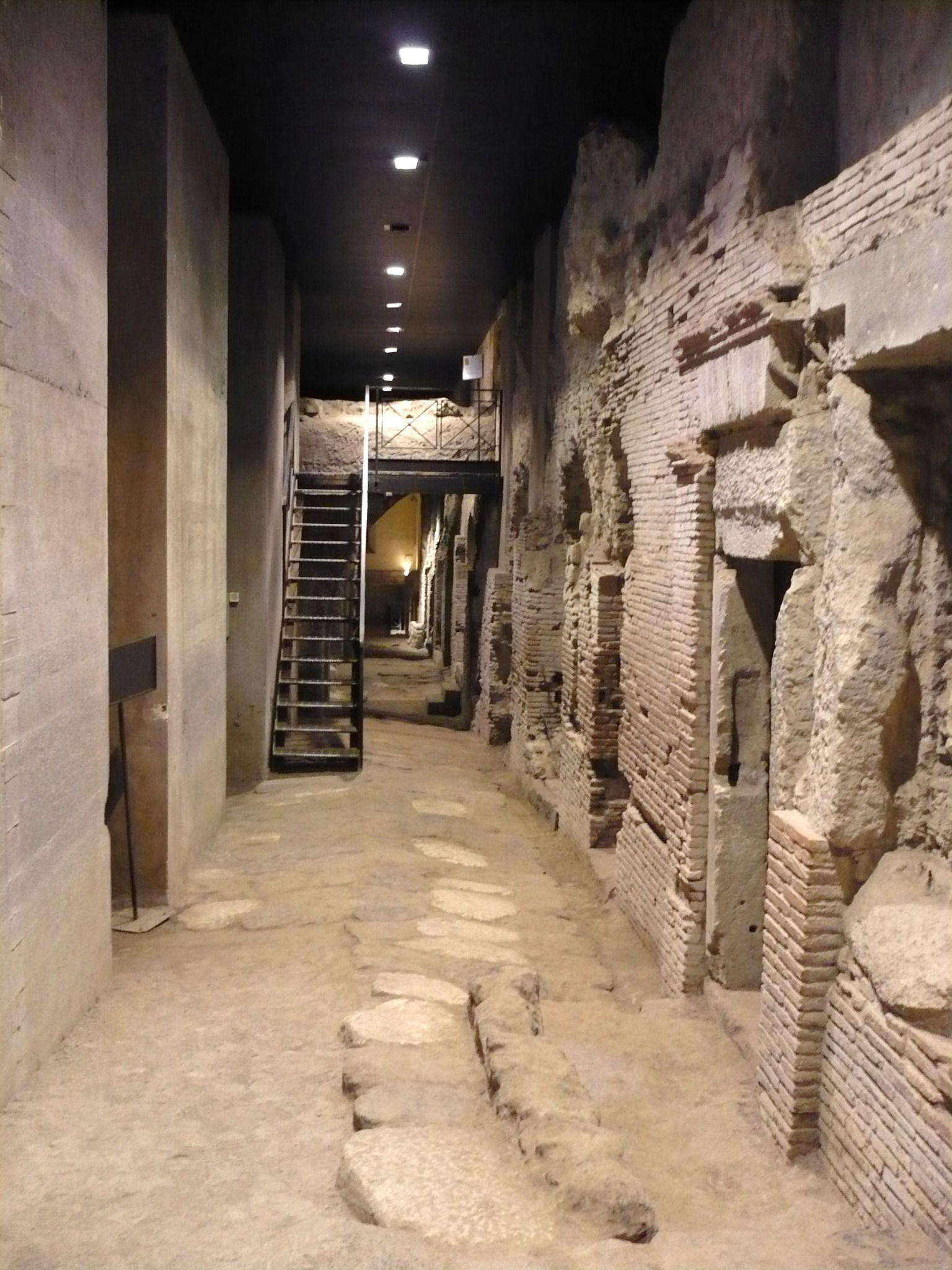
Fouilles d'un marché romain sous l'édifice

Sous l'église San Lorenzo, près de la moitié d'un marché couvert d'origine romaine a été mise au jour en 25 années de fouilles. Le site est ouvert au public depuis 1992. La place du marché est le seul site gréco-romain de grande envergure qui ait fait l'objet de fouilles dans le centre-ville.

## Sources
- (en) Cet article est partiellement ou en totalité issu de l’article de Wikipédia en anglais intitulé « San Lorenzo Maggiore (Naples) » (voir la liste des auteurs).

- (it) Cet article est partiellement ou en totalité issu de l’article de Wikipédia en italien intitulé « Centro storico di Napoli » (voir la liste des auteurs).